# Мірсад Туркан
Мірсад Туркан (тур. Mirsad Türkcan), уроджений Мірсад Яхович (серб. Мирсад Јаховић; нар. 7 червня 1976, Новий Пазар, Сербія) — турецький професійний баскетболіст сербського походження. Грав на позиції важкого форварда.

## Життєпис
Мірсад Яхович народився в югославському місті Новий Пазар, в юності на запрошення тренерів «Ефес Пілсена» переїхав до Туреччини і змінив ім'я на Мірсад Туркан. Професійну баскетбольну кар'єру розпочав у турецькому клубі «Ефес Пілсен». 1998 року обраний на драфті НБА клубом «Х'юстон Рокетс», пізніше права на гравця перейшли до клубу «Філадельфія-76» і, нарешті, до «Нью-Йорк Нікс». У сезоні 1999/2000 Туркан став першим представником Туреччини в НБА, відігравши 17 матчів у складі «Нью-Йорк Нікс» та «Мілвокі Бакс».
2000 року Туркан повернувся до Європи, виступав за французький «Расінг», російські ЦСКА і «Динамо», італійську «Сієну» і турецький «Улкер» і «Фенербахче-Улкер». Двічі, 2003 і 2004 року, грав у Фіналі чотирьох Євроліги.
У складі національної збірної Туреччини Мірсад Туркан виступав на чемпіонатах Європи 1995, 1997, 1999, 2001, 2003 та 2005 років, а також на чемпіонаті світу 2002 року. Провів за збірну 174 матчі.
Завершив ігрову кар'єру у вересні 2012 року. Клуб «Фенербахче-Улкер» навічно закріпив за ним 6-й номер.

## Особисте життя
Сестра Мирсада, Еміна Яхович — відома в Сербії поп-співачка. У Туреччині вона знана як Еміна Сандал, одружена з турецьким співаком Мустафою Сандалом.
18 грудня 2005 року Мірсад одружився з 18-річною Діною Джанкович, переможницею конкурсу краси Міс Сербія і Чорногорія 2005. У них народилося троє дітей: син Нусрет і дочки Наба і Карія.

## Досягнення
- Володар Кубка Корача[ru]: 1995/1996
- Чемпіон Туреччини[tr]: 1993/1994, 1995/1996, 1996/1997, 2005/2006, 2006/2007, 2007/2008, 2009/2010, 2010/2011
- Володар Кубка Туреччини: 1994, 1996, 1997, 1998, 2009/2010, 2010/2011
- Володар Суперкубка Туреччини: 1993, 1996, 1998, 2006/2007
- Чемпіон Росії[ru]: 2004[ru]
- Срібний призер чемпіонату Європи 2001

- Найцінніший гравець регулярного сезону Євроліги 2001/2002[ru]
- Найцінніший гравець плей-офф Євроліги 2002/2003[ru]

## Статистика
Зауважте: Євроліга не є єдиним змаганням у якому гравець бере участь упродовж сезону, він також грає в домашніх змаганнях.
|  | Led the league |

### Євроліга
| Рік     | Команда     | GP  | GS | MPG  | FG%  | 3P%  | FT%   | RPG  | APG | SPG | BPG | PPG  | PIR  |
| ------- | ----------- | --- | -- | ---- | ---- | ---- | ----- | ---- | --- | --- | --- | ---- | ---- |
| 2001–02 | ЦСКА Москва | 17  | 15 | 33.6 | .517 | .333 | .709  | 12.8 | 2.1 | 1.2 | 1.2 | 17.6 | 25.8 |
| 2002–03 | Монтепаскі  | 21  | 21 | 35.6 | .520 | .473 | .707  | 11.8 | 2.1 | 2.1 | .8  | 14.6 | 24.0 |
| 2003–04 | ЦСКА Москва | 20  | 18 | 25.6 | .443 | .245 | .681  | 10.4 | 1.1 | .8  | .3  | 9.9  | 17.4 |
| 2005–06 | Ülkerspor   | 16  | 11 | 29.7 | .451 | .320 | .768  | 8.9  | 1.5 | 1.4 | .5  | 11.7 | 17.3 |
| 2006–07 | Фенербахче  | 11  | 10 | 25.9 | .419 | .231 | .750  | 9.2  | 1.1 | 1.2 | .6  | 8.1  | 14.5 |
| 2007–08 | Фенербахче  | 12  | 7  | 27.2 | .436 | .241 | .793  | 9.2  | 1.3 | .6  | .8  | 9.8  | 14.7 |
| 2008–09 | Фенербахче  | 14  | 11 | 27.4 | .489 | .513 | .833  | 8.6  | 1.1 | .6  | .4  | 15.4 | 19.4 |
| 2009–10 | Фенербахче  | 1   | 0  | 10.3 | .250 | .000 | .000  | 2.0  | .0  | .0  | .0  | 2.0  | .0   |
| 2010–11 | Фенербахче  | 12  | 0  | 21.0 | .474 | .361 | .400  | 7.3  | .8  | .8  | .2  | 7.9  | 11.8 |
| 2011–12 | Фенербахче  | 5   | 0  | 16.8 | .316 | .200 | 1.000 | 9.6  | 1.0 | .4  | .0  | 3.4  | 9.6  |
| Кар'єра |             | 129 | 93 | 28.3 | .474 | .345 | .726  | 10.0 | 1.4 | 1.1 | .6  | 11.8 | 18.3 |

### NBA

#### Звичайні сезони
| Сезон   | Команда  | GP | GS | MPG | FG%  | 3P%  | FT%  | RPG | APG | SPG | BPG | PPG |
| ------- | -------- | -- | -- | --- | ---- | ---- | ---- | --- | --- | --- | --- | --- |
| 1999–00 | Нью-Йорк | 7  | 0  | 3.6 | .200 | .000 | .000 | 1.4 | .1  | .3  | .0  | .6  |
| 1999–00 | Мілвокі  | 10 | 0  | 6.5 | .429 | .000 | .625 | 2.3 | .4  | .1  | .1  | 2.9 |
| Кар'єра |          | 17 | 0  | 5.3 | .368 | .000 | .625 | 1.9 | .3  | .2  | .1  | 1.9 |

#### Плей-оф
| Сезон   | Команда | GP | GS | MPG | FG%  | 3P%  | FT%   | RPG | APG | SPG | BPG | PPG |
| ------- | ------- | -- | -- | --- | ---- | ---- | ----- | --- | --- | --- | --- | --- |
| 1999–00 | Мілвокі | 2  | 0  | 5.0 | .200 | .000 | 1.000 | 1.0 | .0  | .0  | .0  | 2.0 |
| Кар'єра |         | 2  | 0  | 5.0 | .200 | .000 | 1.000 | 1.0 | .0  | .0  | .0  | 2.0 |